# Han Wang-ho
Han „Peanut“ Wang-ho (kor. 한왕호; * 3. Februar 1998 in Südkorea) ist ein professioneller südkoreanischer E-Sportler im Computerspiel League of Legends. Er ist spezialisiert auf die Jungle-Position und ist unter anderem Vizeweltmeister und Silbermedaillengewinner bei den Asienspielen. 

## Karriere
Peanut wurde Ende 2014 von NaJin e-mFire für das darauffolgende Jahr verpflichtet. In seiner Debütsaison in der League Championship Korea (LCK) spielte er mit seinem Team allerdings nur im Mittelfeld der Liga. Ende des Jahres wechselte er daraufhin zu den ROX Tigers. Mit diesem Team gelang ihm zunächst im Frühjahr (Spring Split) den Einzug ins Finale der LCK, wo ROX allerdings gegen Seriensieger SK Telecom T1 unterlegen war. Im darauffolgenden Sommer (Summer Split) erreichte das Team erneut das Finale der LCK und bezwang diesmal KT Rolster, womit neben umgerechnet fast 90.000 US-Dollar Preisgeld auch die Qualifikation für die Weltmeisterschaft verbunden war. Dort erreichte Peanut mit den ROX Tigers das Halbfinale, unterlag dort jedoch knapp gegen SK Telecom T1. 
2017 wechselte er zum Konkurrenten SK Telecom T1 und gewann mit dem LCK 2017 Spring Split und dem Mid-Season Invitational 2017 zwei große Turniere. Analysten bezeichneten ihn als wertvollsten Spieler des Mid-Season Invitationals, auch wenn keine offizielle Auszeichnung bei diesem Turnier vergeben wurde. Erneut schaffte seinem Team die Qualifikation für die WM, diesmal gelang allerdings der Einzug ins Finale. In einem rein südkoreanischen Endspiel unterlag das Team allerdings klar mit 0:3 gegen Samsung Galaxy. 
Ende 2017 wurde bekannt, dass er für das kommende Jahr zu Longzhu Gaming wechseln würde. Kurz darauf wurde Longzhu umbenannt in Kingzone DragonX. Peanuts neues Team gewann zwar zunächst den Spring Split der LCK 2018, konnte sich jedoch nach enttäuschender zweiter Saisonhälfte nicht für die Weltmeisterschaft qualifizieren. Dafür wurde er anlässlich der Asienspielen 2018 ins südkoreanische Nationalteam berufen. Es handelte sich um das erste Mal, dass League of Legends bei den Asienspielen als "Demonstrationssportart" auf dem Programm stand. Südkorea gewann Silber, Gold ging an das chinesische Team.

## Name
2016 änderte Peanut seinen Geburtsnamen Yoon Wang-ho (윤왕호) zu Han Wang-ho (한왕호).

## Turnier-Erfolge
Legende
|  | nationale Meisterschaft |  | internationales Turnier |

### Resultate
|  | Jahr | Turnier                      | Resultat    | Team                | Preisgeld      |
|  | ---- | ---------------------------- | ----------- | ------------------- | -------------- |
|  | 2016 | LCK Spring 2016              | 2. Platz    | ROX Tigers          | ₩ 60.000.000   |
|  | 2016 | LCK Summer 2016              | 1. Platz    | ROX Tigers          | ₩ 100.000.000  |
|  | 2016 | Riot 2016 World Championship | 3./4. Platz | ROX Tigers          | $ 380.250      |
|  | 2016 | KeSPA Cup                    | 1. Platz    | ROX Tigers          | ₩ 40.000.000   |
|  | 2017 | LCK Spring 2017              | 1. Platz    | SK Telecom T1       | ₩ 100.000.000  |
|  | 2017 | Mid-Season Invitational      | 1. Platz    | SK Telecom T1       | $ 676.000      |
|  | 2017 | LCK Summer 2017              | 2. Platz    | SK Telecom T1       | ₩ 60.000.000   |
|  | 2017 | Riot 2017 World Championship | 2. Platz    | SK Telecom T1       | $ 667.841      |
|  | 2018 | LCK Spring 2018              | 1. Platz    | Kingzone DragonX    | ₩ 100.000.000  |
|  | 2018 | Mid-Season Invitational      | 2. Platz    | Kingzone DragonX    | $ 267.251      |
|  | 2018 | Asienspiele 2018             | 2. Platz    | Südkorea            | kein Preisgeld |
|  | 2018 | LCK Summer 2018              | 4. Platz    | Kingzone DragonX    | ₩ 20.000.000   |
|  | 2019 | LCK Spring 2019              | 7. Platz    | Gen.G Esports       | ₩ 10.000.000   |
|  | 2019 | LCK Summer 2019              | 6. Platz    | Gen.G Esports       | ₩ 10.000.000   |
|  | 2020 | LPL Spring 2020              | 15. Platz   | LGD Gaming          | kein Preisgeld |
|  | 2020 | LPL Summer 2020              | 4. Platz    | LGD Gaming          | ¥ 300.000      |
|  | 2020 | Riot 2020 World Championship | 11. Platz   | LGD Gaming          | $ 55.625       |
|  | 2021 | LCK Spring 2021              | 6. Platz    | NS Redforce         | kein Preisgeld |
|  | 2021 | LCK Summer 2021              | 4. Platz    | NS Redforce         | ₩ 25.000.000   |
|  | 2022 | LCK Spring 2022              | 2. Platz    | Gen.G Esports       | ₩ 100.000.000  |
|  | 2022 | LCK Summer 2022              | 1. Platz    | Gen.G Esports       | ₩ 200.000.000  |
|  | 2022 | Riot 2022 World Championship | 3./4. Platz | Gen.G Esports       | $ 178.000      |
|  | 2023 | LCK Spring 2023              | 1. Platz    | Gen.G Esports       | ₩ 200.000.000  |
|  | 2023 | Mid-Season Invitational      | 4. Platz    | Gen.G Esports       | $ 25.000       |
|  | 2023 | LCK Summer 2023              | 1. Platz    | Gen.G Esports       | ₩ 200.000.000  |
|  | 2023 | Riot 2023 World Championship | 5.–8. Platz | Gen.G Esports       | $ 100.125      |
|  | 2024 | LCK Summer 2024              | 1. Platz    | Hanwha Life Esports | ₩ 200.000.000  |
|  | 2024 | Riot 2024 World Championship | 5.–8. Platz | Hanwha Life Esports | $ 100.125      |

### Persönliche Auszeichnungen
|  | Jahr | Turnier         | Resultat           | Preisgeld   |
|  | ---- | --------------- | ------------------ | ----------- |
|  | 2016 | LCK Spring 2016 | Beste KDA (Jungle) | ₩ 2.000.000 |
|  | 2017 | LCK Spring 2017 | Playoff MVP        | ₩ 5.000.000 |
|  | 2017 | LCK Spring 2017 | Beste KDA (Jungle) | ₩ 2.000.000 |
|  | 2018 | LCK Spring 2018 | Beste KDA (Jungle) | ₩ 2.000.000 |